# Wolfgang Lüth
Wolfgang Lüth (Riga, 1913. október 15. – Flensburg, 1945. május 13.) a második legeredményesebb német tengeralattjáró-kapitány volt a második világháborúban. Egyben ő volt a legfiatalabb német, akit kineveztek kapitánynak, valamint a legfiatalabb, aki a Mürwiki Tengerészeti Akadémiát (Marineschule Mürwik) vezethette. Lüth azon két német tengerész között van, akik megkapta a tölgyfalombokkal, kardokkal és gyémántokkal ékesített lovagkeresztet. A másik ilyen a tengeralattjáró-parancsnok Albrecht Brandi.

## Élete
Lüth a lettországi Rigában született 1913. október 15-én. 1933 áprilisában, három félévnyi jogi tanulmány után, belépett a Kriegsmarineba, és 1933. szeptember 23-án tengerésztiszt-növendékk lett. Először felszíni hajókon szolgált. 1934-ben részt vett egy kilenc hónapos világkörüli kiképzőutazáson a Karlsruhe könnyűcirkáló fedélzetén, majd egy évig szolgált a Königsberg könnyűcirkálón.
1937 februárjában áthelyezték a tengeralattjáró-haderőhöz. Még ez év júliusában kinevezték az U-27 második őrszolgálatos tisztjévé. A tengeralattjáró a polgárháború alatt Spanyolország partjainál járőrözött. Októberben az U-38 őrszolgálatos tisztje lett, és 1939. szeptember 1-jén, a második világháború kitörésekor is ezen a tengeralattjárón teljesített szolgálatot.

### Második világháború
1939. december 30-án kinevezték egy IIB típusú tengeralattjáró, az U–9 parancsnokává. Az U–9-cel hat őrjáraton vett részt. Több hajó mellett elsüllyesztette a Doris nevű francia tengeralattjárót 1940. május 9-én. 1940. június 27-én az U-138 IID típusú tengeralattjáró parancsnokává nevezték ki. Első őrjárata során négy hajót sikerült elsüllyesztenie, amelyeknek együttes vízkiszorítása 34 633 tonna volt. Októberben, második őrjárata után, sikerei elismeréseként kitüntették a Lovagkereszttel.
1940. október 21-én, Lüth átvette az U-43 parancsnokságát, amely egy nagy hatótávú, IX típusú tengeralattjáró volt. Az U-43-mal öt őrjáraton vett részt. Ezek során 12 ellenséges hajót süllyesztett el, amelyek együttes vízkiszorítása 68 077 tonna volt. 1941. január 1-jén sorhajóhadnaggyá léptették elő. 1942. május 9-én az IXD-2 típusú U-181 parancsnoki posztját kapta meg. A hajóval 1942 szeptemberében indult elsőként őrjáratra a kieli kikötőből. Az őrjárat célpontja az Indiai-óceán és a dél-afrikai vizek voltak. Októberben elért a Fokváros közelében futó tengeri útvonalakhoz, ahol körülbelül egy hónapot töltött. Ezalatt 12 hajót elsüllyesztett, együttes vízkiszorításuk 58 381 tonna volt. 1943 januárjában visszatért a franciaországi Bordeaux-ba. 1942. november 16-án megkapta a tölgyfalombokat a Lovagkeresztjéhez.
1943 márciusában Lüth, a Monszun csoport részeként ismét dél-afrikai őrjáratra indult. Az őrjárat 205 napig tartott, és ezúttal tíz hajót sikerült elsüllyesztenie, 45 331 tonnányi együttes vízkiszorítással. Az őrjárat során megkapta a kardokat és gyémántokat is a Lovagkereszthez. 1943. április 1-jén korvettkapitánnyá léptették elő.
Ötévnyi tengeralattjárós szolgálat után, 1944 januárjában kinevezték a 22. tengeralattjáró-flotta (22. Unterseebootsflottille) parancsnokává. 1944 júliusában a Flensburg-Mürwickben lévő, Mürwiki Tengerészeti Akadémia első tagozatának irányításával bízták meg. 1944. augusztus 1-jén fregattkapitánnyá, szeptemberben pedig sorhajókapitánnyá léptették elő, és megkapta az akadémia irányítását.

### Halála
1945. május 13-án éjjel Wolfgang Lüthöt egy német őr lőtte le az akadémia közelében, mert nem felelt az őr felszólítására. Egyesek szerint szándékosan nem válaszolt, és így követett el „öngyilkosságot”, mások szerint az őr nem hallotta meg válaszát. Wolfgang Lüthöt 1945. május 15-én, a Harmadik Birodalom utolsó állami temetésén helyezték örök nyugalomra. A temetésen Karl Dönitz tengernagy is beszédet mondott.

## Eredményei
Lüth azon két tengerész egyike, akik megkapták a tölgyfalombokkal, kardokkal és gyémántokkal ékesített Lovagkeresztet. Ezen kívül kiérdemelte többek közt az Első osztályú Vaskeresztet és a háborús U-boot jelvényt is.
Pályafutása alatt 46 kereskedelmi hajót süllyesztett el, amelyek vízkiszorítása 225 204 tonna volt. Ezen felül egy 552 tonna vízkiszorítású hadihajót is elsüllyesztett, valamint megrongált két további hajót, amelyek 17 343 tonna vízkiszorítással bírtak.

## Összegzés
| Hajója | Parancsnoki szolgálata                  | Őrjáratok száma | Őrjáratok hossza (nap) | Eltalált hajók száma | Eltalált hajók vízkiszorítása (brt) |
| ------ | --------------------------------------- | --------------- | ---------------------- | -------------------- | ----------------------------------- |
| U–13   | 1939. december 16. – 1939. december 28. | 0               | 0                      | 0                    | 0                                   |
| U–9    | 1939. december 30. – 1940. június 10.   | 6               | 72                     | 8                    | 17 221                              |
| U–138  | 1940. június 27. – 1940. október 20.    | 2               | 29                     | 6                    | 33 163                              |
| U–43   | 1930. október 21. – 1942. április 11.   | 5               | 204                    | 13                   | 75 202                              |
| U–181  | 1942. május 9. – 1943. október 31.      | 2               | 335                    | 22                   | 117 513                             |
|        | Összesen                                | 15              | 640                    | 49                   | 243 099                             |

## Elsüllyesztett és megrongált hajók
| Búvárhajó | Nap                  | Hajó                   | Nemzetisége             | Vízkiszorítása (brt |
| --------- | -------------------- | ---------------------- | ----------------------- | ------------------- |
| U–9       | 1940. január 18.     | Flandia                | Svédország              | 1179                |
| U–9       | 1940. január 19.     | Patria                 | Svédország              | 1188                |
| U–9       | 1940. február 11.    | Linda                  | Észtország              | 1213                |
| U–9       | 1940. május 4.       | San Tiburcio           | Egyesült Királyság      | 5995                |
| U–9       | 1940. május 9.       | Doris**                | Franciaország           | 552                 |
| U–9       | 1940. május 11.      | Vilu                   | Észtország              | 1908                |
| U–9       | 1940. május 11.      | Tringa                 | Egyesült Királyság      | 1930                |
| U–9       | 1940. május 23.      | Sigurd Faulbaum        | Belgium                 | 3256                |
| U–138     | 1940. szeptember 20. | New Sevilla            | Egyesült Királyság      | 13 801              |
| U–138     | 1940. szeptember 20. | Boka                   | Panama                  | 5560                |
| U–138     | 1940. szeptember 20. | City of Simla          | Egyesült Királyság      | 10 138              |
| U–138     | 1940. szeptember 21. | Empire Adventure       | Egyesült Királyság      | 5145                |
| U–138     | 1940. október 15.    | Bonheur                | Egyesült Királyság      | 5327                |
| U–138     | 1940. október 15.    | British Glory*         | Egyesült Királyság      | 6993                |
| U–43      | 1940. december 2.    | Pacific President      | Egyesült Királyság      | 7113                |
| U–43      | 1940. december 2.    | Victor Ross            | Egyesült Királyság      | 12 247              |
| U–43      | 1940. december 6.    | Skrim                  | Norvégia                | 1902                |
| U–43      | 1940. december 13.   | Orari*                 | Egyesült Királyság      | 10 350              |
| U–43      | 1941. május 15.      | Notre Dame du Châtelet | Franciaország           | 488                 |
| U–43      | 1941. június 17.     | Yselhaven              | Hollandia               | 4802                |
| U–43      | 1941. június 29.     | Cathrine               | Egyesült Királyság      | 2727                |
| U–43      | 1941. november 29.   | Thornliebank           | Egyesült Királyság      | 5569                |
| U–43      | 1941. november 30    | Ashby                  | Egyesült Királyság      | 4868                |
| U–43      | 1941. december 2.    | Astral                 | Egyesült Államok        | 7542                |
| U–43      | 1941. január 12.     | Yngaren                | Svédország              | 5246                |
| U–43      | 1941. január 14.     | Empire Surf            | Egyesült Királyság      | 6641                |
| U–43      | 1941. január 14.     | Chepo                  | Panama                  | 5707                |
| U–181     | 1942. november 3.    | East Indian            | Egyesült Államok        | 8159                |
| U–181     | 1942. november 8.    | Plaudit                | Panama                  | 5060                |
| U–181     | 1942. november 10.   | K. G. Meldahl          | Norvégia                | 3799                |
| U–181     | 1942. november 13.   | Excello                | Egyesült Államok        | 4969                |
| U–181     | 1942. november 19.   | Gunda                  | Norvégia                | 2241                |
| U–181     | 1942. november 20.   | Corinthiakos           | Görögország             | 3562                |
| U–181     | 1942. november 20.   | Alcoa Pathfinder       | Egyesült Államok        | 6797                |
| U–181     | 1942. november 24.   | Mount Helmos           | Görögország             | 6481                |
| U–181     | 1942. november 24.   | Dorington Court        | Egyesült Királyság      | 5281                |
| U–181     | 1942. november 28.   | Evanthia               | Görögország             | 3551                |
| U–181     | 1942. november 30.   | Cleanthis              | Görögország             | 4153                |
| U–181     | 1942. december 2.    | Amarylis               | Panama                  | 4328                |
| U–181     | 1943. április 11.    | Empire Whimbrel        | Egyesült Királyság      | 5983                |
| U–181     | 1943. május 11.      | Tinhow                 | Egyesült Királyság      | 5232                |
| U–181     | 1943. május 27.      | Sicilia                | Svédország              | 1633                |
| U–181     | 1943. június 7.      | Harrier                | Dél-afrikai Köztársaság | 193                 |
| U–181     | 1943. július 2.      | Hoihow                 | Egyesült Királyság      | 2798                |
| U–181     | 1943. július 15.     | Empire Lake            | Egyesült Királyság      | 2852                |
| U–181     | 1943. július 16      | Fort Franklin          | Egyesült Királyság      | 7135                |
| U–181     | 1943.augusztus 4.    | Dalfram                | Egyesült Királyság      | 4558                |
| U–181     | 1943. augusztus 7.   | Umvuma                 | Egyesült Királyság      | 4419                |
| U–181     | 1943. augusztus 12.  | Clan Macarthur         | Egyesült Királyság      | 10 528              |

* A hajó nem süllyedt el, csak megrongálódott

** Tengeralattjáró